# Hajó (építészet)

A hajó főként hosszanti elrendezésű templomoknak a hívek befogadására szánt tere.
Többhajós épületeknél (bazilikális elrendezés) a hajók terét árkádsorok, oszlop- vagy pillér-gerendás rendszer kapcsolja össze (főhajó, oldalhajó vagy mellékhajó). A hossztengelyre merőleges kereszthajó többnyire ívekkel kapcsolódik a hosszhajókhoz.